# Aldabra
Aldabra ist das größte Atoll des Indischen Ozeans. Es gehört politisch zu den Seychellen und ist Teil der Aldabra-Gruppe, die zu den Outer Islands gehört. Es steht unter strengem Schutz und hat deshalb seine ursprüngliche Flora und Fauna weitgehend bewahren können.

## Geographie
Aldabra besteht aus den vier Hauptinseln Picard (West Island, 9,4 km²), Polymnie (Polymnieli, 4,75 km²), Malabar (Middle Island, 26,8 km²) und Grand Terre (South Island, 116,1 km²) und erstreckt sich über eine Länge von 34 km und eine Breite von 14,5 km mit einer Landfläche von 155,4 km². Die Fläche der Lagune misst 224 km². Vier Kanäle verbinden diese Lagune mit dem Ozean, bei Ebbe fällt sie größtenteils trocken und wird bei Flut mit etwa einer Milliarde Kubikmeter Wasser gefüllt.
Entstanden ist das Atoll auf einem Vulkan, der mutmaßlich vor 20 Millionen Jahren aktiv war, wieder erlosch, und durch Erosion abgetragen wurde. Der Ozeanboden rund um diese Erhebung liegt etwa 4000 Meter unter dem Meeresspiegel. Auf dem absinkenden unterseeischen Felsen siedelten sich dann Korallen an, welche zu einem 500 Meter hohen Kalkturm emporwuchsen. Immer, wenn der Meeresspiegel absank, traten die Überreste der Korallen als Karstgestein an die Meeresoberfläche. Es wird geschätzt, dass die Landfläche der Insel während des Letzteiszeitlichen Maximums (vor 18 000 Jahren) etwa doppelt so groß war wie heute, und sich Aldabra etwa 100 Meter über den Meeresspiegel erhob, auch die Lagune lag damals über dem Wasser. Heute liegt Aldabra nur geringfügig über dem Meeresspiegel, maximal acht Meter, weshalb es in vergangenen Warmzeiten in der Erdgeschichte auch wiederholt komplett vom Meer überspült wurde. Zuletzt geschah dies während der Eem-Warmzeit (vor etwa 120 000 Jahren).
Während die vier größten Inseln den äußeren Ring des Atolls (zusammen mit einigen kleinen Inseln zwischen South und Polymnie) markieren, gibt es mehrere kleine und kleinste Inseln in der Lagune. Dazu gehören Île Michel (Coconut Island) im Osten mit 0,34 km² und Île Esprit (Euphrates Island) im Westen mit 0,41 km².
Die Verfassung der Seychellen listet insgesamt 46 Inseln für das Aldabra-Atoll auf.

## Welterbe
1982 wurde Aldabra von der UNESCO zum Weltnaturerbe erklärt. Berühmt sind vor allem die Aldabra-Riesenschildkröten (Aldabrachelys gigantea), die 2001 noch in Zahlen über 100 000 Tieren vorkamen. Auf dem Aldabra-Atoll wurden 97 Vogelarten bestimmt, darunter neben vielen Seevögeln auch 13 Landvogelarten wie die Aldabra-Cuvier-Ralle (Dryolimnas cuvieri aldabranus, eine flugunfähige Unterart der Weißkehlralle), der Malegassen-Nektarvogel (Cinnyris sovimanga), der endemische Aldabradrongo (Dicrurus aldabranus) und der Seychellenweber (Foudia sechellarum), sowie bis zu seinem Aussterben der endemische Aldabrabuschsänger (Nesillas aldabranus). Auch der selten gewordene Dickschnabelreiher brütet hier. Die Aldabra-Schnecke war seit 1997 verschollen, wurde jedoch 2014 bei einer Bestandsaufnahme wiedergefunden.
Weitere Tiere, die dort heimisch sind, sind beispielsweise Fregattvögel, Tölpel, der Weißschwanz- und der Rotschwanz-Tropikvogel sowie der Palmendieb. Fledermäuse sind die einzigen natürlich vorkommenden Säugetiere auf den Inseln, allerdings heute ergänzt durch vom Menschen eingeschleppten Ziegen, Katzen und Ratten, die von Naturschützern bekämpft werden.
Eine Besonderheit sind die immergrünen Mangrovenufer, deren Stelzwurzeln sich in klarem Lagunenwasser befinden anstatt in Brackwasser wie in den meisten anderen Fällen eines solchen Ökosystems. Ihre Nährstoffe beziehen die Bäume vor allem aus dem Vogelkot der in ihnen nistenden Vögel; Süßwasser erhalten sie durch einen lokalen und begrenzten Verdampfungs- und Niederschlagszyklus. Das Wurzelwerk bietet Jungfischen Unterschlupf vor größeren Räubern.

## Geschichte
Arabische Seefahrer nannten das Atoll Al-khadra (die Grüne). Versuche, die karge und isolierte Inselgruppe zu besiedeln, schlugen fehl oder wurden gar nicht erst unternommen: Es gibt weder Trinkwasservorkommen noch nennenswerte Niederschläge, und keine aufgefundenen Ressourcen, auch kein Guano. Die Lagune ist mit scharfkantigen Riffen durchsetzt. Aldabra ist darum auch heute unbewohnt, bis auf wenige Menschen, die zum Schutze des Atolls dort leben. Lediglich die Schildkrötenpopulation war für die Proviantierung von Seefahrern mit Frischfleisch interessant, und die Wildbestände der Riesenschildkröte waren bis zum Ende des 19. Jahrhunderts beinahe vollständig geplündert, erholten sich aber bis in die 1970er Jahre wieder schnell.
Das Atoll war im 19. Jahrhundert nominell Teil des Britischen Weltreichs, vergleiche hierzu auch die Geschichte der Seychellen. In der Hochphase des Kalten Kriegs wurde in den 1960er Jahren geplant, Aldabra zu einem strategischen Vorposten auszubauen: Die zu einem Tankerhafen ausgebaggerte Lagune sollte durch Dämme und einen Befestigungsumring einbetoniert werden; eine Flugzeuglandebahn auf der Hauptinsel angelegt werden. Blockiert wurden diese Pläne durch Bedenken von Umweltschutzorganisationen und der London Royal Society; aber auch von Bedenken der Militärs, dass die Turbinen von Flugzeugen zu häufigen Vogelschlag erleiden würden. Die finanzielle Krise ab 1967 und die Unabhängigkeit der Seychellen ab 1976 verhinderten diese Entwicklung dann ganz. Verwaltet wird das Atoll von der Umweltschutzorganisation Seychelles Islands Foundation in Victoria.
Es ist möglich, von vorbeifahrenden Kreuzfahrtschiffen aus Tagesausflüge zu unternehmen. Außerdem bieten einige wenige Seychellen-Spezialanbieter Kabinen- und Vollcharters von der Hauptinsel der Seychellen, Mahé, nach Aldabra an.

## Einzelbelege
1. 1 2 3 4 5 6  Reiner Klingholz: Aldabra-Atoll: Spielplatz der Evolution. Geo-Magazin, Januar 2001.
2. ↑  Constitution of the Republic of Seychelles; Schedule 1, Part 1, Islands of the Seychelles Archipelago, Coralline Islands, Aldabra Group, Aldabra Atoll, S. 133–136, abgerufen am 13. Juni 2013
3. ↑  UNESCO World Heritage Centre: Aldabra Atoll. Abgerufen am 21. August 2017 (englisch).
4. ↑  Julian P. Hume und David Martill: Repeated evolution of flightlessness in Dryolimnas rails (Aves: Rallidae) after extinction and recolonization on Aldabra. In:  Zoological Journal of the Linnean Society. Online-Veröffentlichung vom 8. Mai 2019, lz018, doi:10.1093/zoolinnean/zlz018
Evolution brings extinct island bird back into existence. Auf: sciencemag.org vom 14. Mai 2019
5. ↑  James A. Kushlan & James A. Hancock: Herons. Oxford University Press, 2005, ISBN 0-19-854981-4, S. 247